# Rudolf Meyer (Anthroposoph)
Rudolf Meyer (* 13. Februar 1896 in Hannover; † 6. Juli 1985 in Göppingen) war ein deutscher Pfarrer der Christengemeinschaft, Anthroposoph und Schriftsteller.

## Leben
Rudolf Meyer wurde als Sohn des Kaufmanns Otto Meyer und seiner Frau Betty, geborene John in Hannover geboren, wuchs – zusammen mit einer Schwester – in Ballenstedt und Lehrte auf und absolvierte am evangelischen Leibniz-Gymnasium in Hannover das Abitur kurz vor Beginn des Ersten Weltkriegs. Da er nach einer misslungenen Blinddarmoperation nicht zum Militärdienst taugte, begann er sogleich das Studium der Theologie in Kiel und Heidelberg, dazwischen der Philosophie in Göttingen (als Schüler von Edmund Husserl, dem er nach Freiburg folgte). Dort kam er in freundschaftlichen Kontakt mit Edith Stein. Er legte 1918 in Kiel das erste theologische Examen ab und besuchte das Predigerseminar in Preetz.
1916 hatte er die Anthroposophie kennengelernt. Er begann 1919 Vorträge zu halten und wurde bald hauptberuflich Redner für Anthroposophie in ganz Norddeutschland.
Ab 1921 war er aktiv bei allen Vorbereitungen, die zur Gründung der Christengemeinschaft führten. Bei der Weihe der ersten 45 Priester in Dornach konnte er jedoch nicht dabei sein; er wurde fünf Wochen später durch Johannes Werner Klein geweiht. Er arbeitete von da an als Pfarrer: zuerst in Norddeutschland und Sachsen, dazwischen in Prag, dann in Düsseldorf, wo er 1936 die aus Breslau stammende Johanna Bobisch heiratete. 1924 nahm er am Landwirtschaftlichen Kurs Rudolf Steiners in Koberwitz teil und unterstützte fortan auch die heilpädagogische Arbeit seines Freundes Karl König.
Ab 1932 lehrte er nebenher am Stuttgarter Priesterseminar der Christengemeinschaft. Zusammen mit Kurt von Wistinghausen und Rudolf von Koschützki bildete der immer zu Späßen aufgelegte Pfarrer Meyer eine literarisch und musisch aktive „Troika“.
1939 zog Rudolf Meyer in die Schweiz, wo er zwölf Jahre lang an der Gemeinde in Zürich tätig war. Die Kinder aus der ersten Ehe seiner Frau mussten wegen ihres jüdischen Vaters emigrieren; so wurde sein Stiefsohn Peter Engel Arzt im Camphill-Heim im schottischen Aberdeen.
Nach einer Darmkrebsoperation übersiedelte Rudolf Meyer 1952 nach Karlsruhe, dann 1973 als Berater nach Stuttgart. Die letzten Lebensjahre verbrachte er im Altersheim „Haus Hohenstein“ in Murrhardt.

## Werke (Auswahl)
Rudolf Meyer hat über 40 Bücher – darunter auch Gedicht- und Spruchbände – und etwa 400 Zeitschriften-Artikel verfasst. Zusammen mit Margareta Morgenstern führte er nach dem Tod des Autors Michael Bauer dessen begonnene Morgenstern-Biografie aus; sie erschien 1933 im Piper-Verlag.
- Das Kind. Vom Wunder der Menschwerdung und von der Pflege der Kinderseele. Verlag der Christengemeinschaft (Christus aller Erde, Band 26), Stuttgart 1927
- Die Weisheit der deutschen Volksmärchen. Verlag der Christengemeinschaft, Stuttgart 1935
  - Neuausgabe: Fischer Taschenbuch 1981
- Goethe, der Heide und der Christ. Urachhaus, Stuttgart 1936
- Novalis. Das Christus-Erlebnis und die neue Geistesoffenbarung. Urachhaus, Stuttgart 1939
- Das Geisteserbe Finnlands. Der finnische Mythos und das Volksepos „Kalewala“. Geering, Basel 1940
  - Neuausgabe als: Kalewala. Der finnische Mythos und das Geisteserbe Finnlands. Freies Geistesleben, Stuttgart 1964
- Die Weisheit im Schweizer Märchen. Columban, Schaffhausen 1944
- Vom Genius der Schweiz. Columban, Arlesheim 1952
- Der Gral und seine Hüter. Urachhaus, Stuttgart 1956
  - Neuausgabe als: Zum Raum wird hier die Zeit. Die Gralsgeschichte. Urachhaus, Stuttgart 1980
- Christian Morgenstern in Berlin. Urachhaus, Stuttgart 1959
- Wer war Rudolf Steiner? Sein Leben und sein Wirken. Freies Geistesleben, Stuttgart 1961
  - Neuausgabe als: Rudolf Steiner. Anthroposophie: Herausforderung im 20. Jahrhundert. Freies Geistesleben, Stuttgart 1975
- Die Wiedergewinnung des Johannes-Evangeliums. Urachhaus, Stuttgart 1962
- Albert Steffen, Künstler und Christ. Urachhaus, Stuttgart 1963
- Elias oder die Zielsetzung der Erde. Urachhaus, Stuttgart 1964
- Nordische Apokalypse. Urachhaus, Stuttgart 1967
- Zur Erlösung der Tierwelt. Betrachtungen und Gedichte. Urachhaus, Stuttgart 1970